# Палермський університет
Палермський університет (італ. Università degli Studi di Palermo) — розташований в місті Палермо, в ньому навчається близько 50 тисяч студентів. Хоча офіційно він був заснований в 1806 році, витоки вищої освіти в цих місцях можуть бути простежені в минуле аж до 1498, коли тут вже викладали медицину і право. У другій половині XVI століття отці-єзуїти присуджували ступені з теології та філософії в коледжі Массімо ал Кассера. У 1767 році король Фердинанд I вигнав єзуїтів з країни, а на місці їх коледжу заснував Реджо Аккадеміа. Єзуїти повернулися 37 років по тому, за цей проміжок часу король вирішив, що Академії потрібно більш гарне місце, і вона переїхала до собору Св. Джузеппе.
Після об'єднання Італії в 1860 році університет був модернізований завдяки зусиллям хіміка Станіслао Каніццаро і арабіста Мікеле Амарі, в результаті чого придбав приблизно такий вигляд, який має сьогодні.
З 1984 року основною будівлею Університету, в якому знаходиться офіс ректора, є Палаццо стерся (колишній замок сімейства Кьярамонте). Недалеко від Палаццо стерся, на землі, раніше також належала Кьярамонте, знаходиться Ботанічний сад Палермо, також є підрозділом Університету.

## Факультети
В даний час в університеті є дванадцять факультетів:
- сільськогосподарський
- архітектурний
- витончених мистецтв
- економічний
- педагогічний
- інженерний
- правознавства
- математичних, фізичних та природничих наук
- медичний
- фізичний
- фармакологічний
- політології